# Organismo Supervisor de Inversión Privada en Telecomunicaciones
El Organismo Supervisor de Inversión Privada en Telecomunicaciones (OSIPTEL) es un organismo técnico especializado del Estado Peruano que regula y supervisa el mercado de servicios públicos de telecomunicaciones; y vela por los derechos del usuario.
El OSIPTEL fue creado en 1994, tras la privatización de las dos mayores empresas telefónicas en el país (CPT/ENTEL). Tiene autonomía técnica, económica, financiera, funcional y administrativa. Está adscrito a la Presidencia del Consejo de Ministros.

## Funciones
El OSIPTEL desempeña labores regulatorias y promueve la competencia entre las empresas operadoras garantizando el acceso al mercado y a la infraestructura en condiciones de igualdad. También regula el mercado de los servicios de telecomunicaciones, dictando normas para lograr el equilibrio en los sistemas tarifarios, interconexión, estándares de calidad y condiciones de uso de los servicios, entre otros.
El OSIPTEL resuelve quejas y apelaciones en segunda instancia presentados por los usuarios, cuando no están de acuerdo con la solución que dictaminaron las empresas operadoras en primera instancia. Además, soluciona por la vía administrativa los conflictos y las controversias que surjan entre las empresas operadoras, y verifica que las empresas operadoras cumplan con sus obligaciones legales, contractuales o técnicas. En caso no cumplan, establece sanciones para las empresas infractoras.
El OSIPTEL también brinda orientación a la ciudadanía sobre sus derechos y obligaciones como usuarios de los servicios públicos de telecomunicaciones así como también sobre el procedimiento de reclamos, entre otros trámites.

## Estructura orgánica
La estructura orgánica del OSIPTEL se divide en:
- Órganos de la Alta Dirección
  - Consejo Directivo
  - Presidencia
  - Gerencia General

- Órgano de Control Institucional
  - Procuraduría Pública
  - Órganos de Asesoramiento
    - Gerencia de Asesoría Legal
    - Gerencia de Planeamiento y Presupuesto
    - Gerencia de Comunicación Corporativa

  - Órganos de Apoyo
    - Gerencia de Administración y Finanzas
    - Gerencia de Tecnologías de la Información, Comunicaciones y Estadística

  - Órganos de Línea
    - Gerencia de Políticas Regulatorias y Competencia
    - Gerencia de Supervisión y Fiscalización
    - Gerencia de Oficinas Desconcentradas
    - Gerencia de Protección y Servicio al usuario

  - Órganos Colegiados
    - Tribunal de Solución de Controversias-TSC
    - Tribunal Administrativo de Solución de Reclamos de Usuarios - TRASU
    - Cuerpos Colegiados
    - Centro de Arbitraje
    - Consejo de Usuarios

  - Secretaría Técnica

## Presidentes del Consejo Directivo
| Presidentes del Consejo Directivo del OSIPTEL | Resolución de Designación | Periodo de Gestión |
| --------------------------------------------- | --- | ------------------ |
| Rafael Eduardo Muente Schwarz                 | Resolución Suprema N° 102-2017-PCM | 2017-2022          |
| Gonzalo Martín Ruiz Díaz                      | Resolución Suprema N° 206-2012-PCM | 2012-2017          |
| Guillermo Thornberry Villarán                 | Resolución Suprema N° 026-2007-PCM | 2007-2012          |
| Edwin San Román Zubizarreta                   | Resolución Suprema N° 075-2002-PCM | 2002-2007          |
| Jorge Kunigami Kunigami                       | Resolución Suprema N° 036-1993-TCC Resolución Suprema N° 203-1996-PCM Resolución Suprema N° 257-1999-PCM Resolución Suprema N° 010-2001-PCM Conclusión Resolución Suprema N° 005-2002-PCM | 1993-2002          |

## Presencia en el Perú
El OSIPTEL desplegó oficinas descentralizadas y centros de atención en todo el territorio peruano:
| Departamento  | Ciudad                 | Dirección                                                  |
| ------------- | ---------------------- | ---------------------------------------------------------- |
| Amazonas      | Chachapoyas            | Jr. Ayacucho 956                                           |
| Áncash        | Chimbote               | Av. Bolognesi 488                                          |
| Áncash        | Huaraz                 | Jr. Sucre 765 - 3.er piso                                  |
| Apurímac      | Abancay                | Av. Nuñez 105                                              |
| Arequipa      | Arequipa               | Calle Francisco Mostajo 313 - Yanahuara                    |
| Ayacucho      | Ayacucho               | Av. Mariscal Cáceres 1213                                  |
| Cajamarca     | Cajamarca              | Av. Andres Zevallos de la Puente 2266                      |
| Cajamarca     | Jaén                   | Calle Santa Rosa cda. 5                                    |
| Callao        | Callao                 | Av. Sáenz Peña 199                                         |
| Cusco         | Cusco                  | Calle Zetas N° 109                                         |
| Cusco         | VRAEM                  | Av. Andrés Avelino Cáceres s/n                             |
| Huancavelica  | Huancavelica           | Jr. Virrey Toledo Oeste 315                                |
| Huánuco       | Huánuco                | Jr. Crespo y Castillo 776-778                              |
| Ica           | Ica                    | Calle Jazmines L-14, Urbanización San Isidro               |
| Junín         | Huancayo               | Jr. Cusco 288                                              |
| Junín         | Satipo                 | Av. Micaela Bastidas con Jr. Augusto B. Leguía - 3.er piso |
| La Libertad   | Trujillo               | Jr. Junín 440                                              |
| Lambayeque    | Chiclayo               | Calle Colón 432                                            |
| Lima          | San Borja              | Calle de la Prosa 136                                      |
| Lima          | Lima                   | Av. Bolivia 380                                            |
| Lima          | San Juan de Miraflores | Av. Los Héroes N 471                                       |
| Lima          | San Juan de Lurigancho | Av. Pirámide del Sol 428                                   |
| Lima          | Los Olivos             | Av. Las Palmeras 3901                                      |
| Loreto        | Iquitos                | Calle Sargento Lores 155                                   |
| Madre de Dios | Puerto Maldonado       | Av. Dos de Mayo 695                                        |
| Moquegua      | Moquegua               | Calle Tacna 625                                            |
| Pasco         | Cerro de Pasco         | Jr. Plomo con Jr. Diamante Mz D Lt 6                       |
| Piura         | Piura                  | Calle Arequipa 1074                                        |
| Puno          | Puno                   | Jr. Arequipa 951                                           |
| Puno          | Juliaca                | Jr. Noriega 287                                            |
| San Martín    | Tarapoto               | Jr. Jiménez Pimentel N° 137 - 139                          |
| San Martín    | Moyobamba              | Av. Miguel Grau N 757                                      |
| Tacna         | Tacna                  | Av. Bolognesi 193                                          |
| Tumbes        | Tumbes                 | Av. Francisco Bolognesi 198-B                              |
| Ucayali       | Pucallpa               | Jr. Tarapacá 609                                           |